# Brouwerij Ganda
Brouwerij Ganda is een voormalige brouwerij te Gent en was actief tot 1924. De brouwerij was eigendom van Raymond Cocquyt. 
Later had brouwerij Meiresonne een bier dat Ganda heette. 

## Bieren[1]
- Scotch Ale